# فریتس زولاف
فریتس زولاف (انگلیسی: Fritz Zulauf; ۱۹ آوریل ۱۸۹۳ – دسامبر ۱۹۴۱) ورزشکار ورزش تیراندازی اهل سوئیس بود.
وی در مسابقات کشوری و بین‌المللی در مجموع برندهٔ ۲ مدال برنز شده‌است.